# Yaakov Tzur
Yaakov Tzur (יעקב צור),
(à sa naissance  Yakov Steinberg (שטיינברג), né le 4 avril 1937 à Haïfa) est un homme politique travailliste israélien.

## Vie privée
Il étudie à Haïfa, puis entame un cursus universitaire à l'Université hébraïque de Jérusalem dans le domaine de l'histoire biblique d'Israël.

## Vie parlementaire
Tzur est élu député à la 10e Knesset, du 30 juin 1981 au 23 juillet 1984, où il est membre de la commission pour les affaires étrangères et de celle pour l'éducation, la culture et le sport.
De nouveau élu à la 11e Knesset du 23 juillet 1984 au 1er novembre 1988, puis à la 12e du 1er novembre 1988 au 23 juin 1992.

## Activité  ministérielle
Durant la 11e Knesset, il est nommé ministre de l'immigration et de l'intégration (21e et 22e gouvernements).
Durant la 12e Knesset, et ce jusqu'au 15 mars 1990, Tzur remplit les fonctions de ministre de la Santé (23e gouvernement).
Durant la 13e Knesset, il est ministre de l'Agriculture et du développement urbain (25e et 26e gouvernements).

## Vie publique
- 1955-1957 : membre du kibboutz Yotveta ;
- Instituteur aux écoles de Guivat-Brener et Kfar-Ménahem ;
- 1972-1974 : responsable pédagogique du mouvement Hakibbutz Hame'ukhad (TAKAM) ;
- 1976-1981 : directeur du mouvement Hakibboutz Hameukhad (TAKAM).